# Rudolf Götz
Rudolf Götz (* 10. dubna 1983, Praha) je český atlet, sprinter. Jeho hlavní disciplínou je běh na 400 metrů, ve kterém se stal čtyřikrát mistrem republiky. Závodil za klub ASK Slavia Praha, později pak za AK Kroměříž.
V roce 2008 reprezentoval Českou republiku na letních olympijských hrách v Pekingu v běhu na 400 metrů. Ve čtvrtém rozběhu obsadil s časem 46,38 s šesté místo a do dalších bojů tak nepostoupil.